# Бар—Београд вија Пекинг
Бар—Београд вија Пекинг (стилизовано као Бар Београд via Peking) југословенски је телевизијски филм из 2001. године. Режирао га је Мића Милошевић, а у писању сценарија помогли су му Зоран Шапоњић и Бранко Станковић.

## Улоге
| Глумац             | Улога                 |
| ------------------ | --------------------- |
| Никола Симић       | Радомир „Рада“ Цветић |
| Слободан Нинковић  | Благота               |
| Слободан Тешић     | Вучина                |
| Драган Петровић    | Гвозден Сениор        |
| Даница Здравић     | Анђелија „Анђела“     |
| Гојко Балетић      | Тржишни инспектор     |
| Дубравко Јовановић | Кондуктер Лаза        |
| Тијана Бакић       | Матуранткиња          |
| Лазар Стругар      | Матурант              |
| Иван Николић       | Матурант 2            |
| Дејан Петрошевић   | Матурант 3            |